# Langerbaueralm
Die Langerbaueralm (auch: Vorderröthelmoosalm) ist Teil der Röthelmoosalm im Urschlauer Forst auf dem Gebiet der Gemeinde Ruhpolding.
Alle vier Kaser der Langbauernalm stehen unter Denkmalschutz und sind unter der Nummer D-1-89-140-164 in die Bayerische Denkmalliste eingetragen.

## Baubeschreibung
Die Langerbaueralm bildet eine einheitliche Baugruppe mit vier großen, zweigeschossigen Almgebäuden mit jeweils einem gemauertem Erdgeschoss.
Der Weißkaser hat ein verschaltes Obergeschoss und ist an der Firstpfette mit dem Jahr 1914 bezeichnet.
Der Bäck- oder Bartlkaser hat ebenfalls ein verschaltes Obergeschoss, die Firstpfette ist mit dem Jahr 1922 bezeichnet.
Der Babl- oder Bichlerkaser hat ein überkämmtes Blockbau-Obergeschoss und ist mit dem Jahr 1825 bezeichnet.
Der Ruhlander- oder Langerbauerkaser, hat auch ein verschaltes Obergeschoss und wurde als letztes Gebäude 1923 erbaut.

## Heutige Nutzung
Die Langbauernalm wird landwirtschaftlich genutzt und ist bewirtet.

## Lage
Die Langerbaueralm bildet als vordere Röthelmoosalm den westlichen Teil der Röthelmoosalm. Die Almfläche liegt im Urschlauer Forst nördlich des Weitsees auf einer Höhe von etwa 880 m ü. NN.
Die Dandlalm bildet als hintere Röthelmoosalm den östlichen Teil der Röthelmoosalm, am nördlichen Ende der Almfläche befindet sich die Röthelmoosklause.